# 地域歧视
地域歧視（俗稱地圖炮）是種歧視。人類大多在同一片地域活動，對其他地域的人民通常不熟悉，不论是同一民族之內還是不同民族之間，也可能會產生偏見甚至妖魔化，當外地人來到對他不熟悉的地域時，當地人便會依社會偏見來解釋其性格，因此而可能產生偏见和妖魔化。若某一地域有較多人移動到另一地域時，偏见和妖魔化的問題便會開始明顯，並變成社會問題。

## 中国大陸
中国大陸的户籍制度使得中國公民在中國境内自由選擇戶籍所在地方面有諸多限制，尤其以經濟相對發達的大都市限制最多，而在中國境内的某一城市居住但沒有當地戶籍的中國公民與有當地戶籍的中國公民相比往往會遭遇不公平的差別待遇。这种因户籍制度造成的地域歧视是中国特有的现象。
中国教育资源分配严重不均，一些人口众多但教育资源缺乏的省份，当地政府教育经费分配及支出相对少，高校资源也相对薄弱。为了摆脱户籍的桎梏，许多考生甚至迁居外地参加高考，成为所谓高考移民。
早期，中国很多地区，地区性公务员主要招收本地户籍人员，甚至曾出现中央政府部门的公务员只招收持北京户口的人，农村户口更是不予考虑。务工人数众多，易形成劳资博弈，许多公司不招聘、河南籍、东北籍、湖北籍的员工。許多中关村的公司拒绝招聘北京人，舆论认为北京本地人好吃懒做，眼高手低，本地人失业率居高不下。
在北方地区因为持农村户口，社会保障和收入相对于发达地区处于劣势。东北地区原为重工业基地，由于国企改革后，存在东北籍贯失业工人在发达地区从事非法活动的现象，致使东北籍人士遭到各省市的歧视。
上海19世纪末有几次人口大逃荒，从上世纪初开始自安徽、河南、江苏北部逃难来到上海的外来人口不断增加，被认为增加了不安全因素，造成上海本地人对外来人口，尤其是长江以北官话地区的外来人口之间的互相歧视，“江北人”一度成为一个专指外来人口的词语；反之其他地区的人也因此对上海人颇有偏见，如“愛丁堡”蔑稱。本世纪初，上海市政府进一步增加外地入沪籍配额以及放宽一系列非上海户籍人员工作、就学和买房政策，带来新一轮人口迁徙高峰。仅2010年一年就巨增常住外籍人口近500万人，而同年的上海户籍人口为1400多万人。集中体现为上海本地居民对一些素质行为差的外来人员的不满，并隐讳的用“yp”或“硬盘”来指代这些外来人员。
由于历史原因和文化差异，江苏省苏南和苏北地区之间存在着地域偏见，表现在工作、教育上存在不同的差别对待。在苏南一些企业，操江淮官话的往往团结一致，限制江南地区人的晋升；而江南本地人往往因为放弃吴语转用普通话，缺乏团结媒介。从苏南的角度来说，通常将省内的其他区域统统归类为苏北；从苏中的角度来说，往往把更北的区域划为苏北单独划出。江蘇各市縣間競爭激烈，俗稱“十三太保”，地域歧視甚至達到基層政府。
乌兰察布市在内蒙古自治区内经济较为落后，外出务工人员多，其中部分务工人员有偷窃等不良行为。且其蒙語和漢語方言同内蒙古其他地区差别较大。因而受到区内其他城市（尤其是邻近的经济较发达的呼和浩特、包头、鄂尔多斯）居民的歧视，如曾有房屋出租者拒绝乌兰察布人。并衍生出很多歧视乌兰察布人的笑话，甚至曾因此而酿成血案。

## 台灣
台灣部分人會稱香港人為「港仔」，以前會稱台灣山地人為「番仔」，後來因為有歧視的意味，正名為台灣原住民，許多大陸人會叫台灣女孩為台妹，帶有岐視意味，部分台灣人不喜歡這種稱呼，感覺不快，台灣南部人稱為「下港人」（台語）台灣客家人稱為客家人，稱為住在海邊人為海口人，並不帶岐視。
香港人的國語帶有廣東腔（香港腔）。許多人會模仿香港人或原住民，包括模仿台灣腔講話當作笑點的人也不少。海口人講話甚至連台灣人都會有點聽不懂。

## 相關
- 鬼佬
- 番囝
- 新移民
- 文化差異
- 外地人
- 族群刻板印象
- 对河南的地域妖魔化现象